# Sonic the Hedgehog
Sonic the Hedgehog é uma franquia de jogos eletrônicos de plataforma criada por Yuji Naka e Naoto Oshima da equipe Sonic Team, da Sega, sendo atualmente administrada por Takashi Iizuka. O primeiro jogo da série Sonic, lançado em 1991, foi concebido pela divisão da Sega, Sonic Team após um pedido para um novo mascote. O título foi um sucesso, e foi renovado para várias sequelas, que levaram a Sega a liderança no rumo dos consoles de video-game da era 16-bit do começo até a metade dos anos 90. Atualmente, é uma das franquias mais famosas e mais lucrativas da indústria dos videogames. A franquia é protagonizada por Sonic, o Ouriço, que normalmente junto com seus amigos como a raposa Tails e o equidna Knuckles, tem que parar os planos de dominação mundial do vilão Dr. Eggman.
Enquanto os primeiros jogos da série eram jogos de plataforma em side-scrolling, posteriormente os jogos da série foram expandidos em vários outros gêneros e sub-séries, como o jogo de esporte Mario & Sonic at the Olympic Games (desenvolvido em parceria com a Nintendo), a série Sonic Boom e o jogo de corrida Sonic & Sega All-Stars Racing. Até 2016, a série vendeu mais de 80 milhões de cópias físicas de jogos, e mais de 350 milhões de unidades quando combinados com relançamentos e downloads para celulares. Fora dos video-games, a franquia também já foi divulgada em outras mídias, incluindo desenhos animados, animes e uma longa série de histórias em quadrinhos, que foi reconhecida como a mais longa história em quadrinhos baseada em um video-game já publicada pelo Guinness World Records.

## História
Quase todos os jogos da série apresentam um ouriço antropomórfico azul chamado Sonic como o personagem do jogador central e protagonista. Os jogos detalham a tentativa de Sonic e seus aliados de salvar o mundo de várias ameaças, principalmente o gênio do mal Dr. Ivo "Eggman" Robotnik, o antagonista principal da série. O objetivo principal de Robotnik é governar o mundo; para conseguir isso, ele geralmente tenta destruir Sonic e adquirir as poderosas Esmeraldas do Caos.

## Jogabilidade
Na série principal, a jogabilidade dentro dos jogos é dividida em duas: 2D (geralmente em plataforma) e 3D. Na jogabilidade 2D, predominante nos jogos mais antigos do mascote, você controla o Sonic horizontalmente e pula nos inimigos para destruí-los, além disso, os jogos ainda tem como elemento recorrente os anéis, que são fonte de energia ao personagem. Quando é pego um determinado número deles, o jogador poderá acessar os Special Stages, fases bônus onde é possível coletar 6/7 pedras mágicas, chamadas de Esmeraldas do Caos, que são responsáveis por dar super poderes ao ouriço, o transformando em Super Sonic, que tem a habilidade de voar, correr mais rápido, e ser invencível apenas sendo derrotado ao cair em um buraco, afogado ou sendo pressionado contra dois espinhos/plataformas que movem se. Se o jogador coletar todas elas, será contemplado com o final verdadeiro.
Outro elemento na jogabilidade recorrente nos jogos antigos são os itens: monitores capazes de dar poderes para Sonic, como um escudo protetor, ou até uma vida extra. O jogo também foi o primeiro na história dos videogames a estabelecer o sistema de salvar o jogo, os chamados save states, onde o jogador, quando morre ou é derrotado, volta ao ponto onde parou.[carece de fontes?] O jogador terá 10 minutos para terminar de fase, caso ao contrário, será dada a tela de Time Over. No início, o jogador tem 3 chances para completar a fase, mas é possível ganhar mais vidas, já que a cada vez que são pegos 100 anéis, uma vida é dada ao jogador, outro modo também é de pegar um monitor de vida. O jogador também tem um contador de pontos, pegos quando se mata um inimigo, passando em um limite estipulado de tempo, ou pelo número de anéis que é multiplicado por 100 pontos. Porém, Sonic não é invencível, ele pode ser morto se: for esmagado, cair em um abismo, afogado (somente possível em fases aquáticas, onde o jogador pode se manter vivo usando bolhas de ar presentes em vários pontos da fase), e ser tocado por um inimigo, neste caso, se tiver um monitor de escudo, ele será desprotegido, se tiver com anéis, perderá todos eles, com a chance de recuperar alguns, e se não tiver nenhum, morrerá, perdendo uma vida. Quando o contador de vidas chegar a 0, será dada a tela de Fim de jogo, excetuando se ele tiver conseguido um continue, que são 3 vidas extras conseguidas após pegar 50 anéis em um Special Stage ou ganhando 30 mil pontos.
Sonic também é capaz de atacar fazendo o pulo supersônico, o giro supersônico, que pode ser executado após correr em alta velocidade e apertando para baixo, e por fim, o spin dash, que faz Sonic disparar rolando em alta velocidade, destruindo tudo o que há em sua frente.
Na jogabilidade 3D, Sonic agora é capaz de fazer mais ataques especiais como o Homming Attack, Light Speed Dash, Boost, entre outros. Agora a visão é em um mundo aberto em 3D com vários caminhos alternativos, as tradicionais fases, chamados de Action Stages. Há também os Adventures Field, onde o jogador pode acessar as fases e interagir com pessoas, seja fazendo missões ou até mesmo procurando itens como medalhas e emblemas que desbloqueiam extras do jogo, além de achar "power ups" que dão novas habilidades.

## Lista de personagens
A série tem diversos personagens, entre eles Sonic, Tails, Amy, Metal Sonic, Cream, Silver, Shadow e muitos outros.

## Mídias

### Jogos

#### Série principal
O primeiro jogo do Sonic, Sonic the Hedgehog, era um jogo de plataforma lançado em 1991 que apresentava o protagonista Sonic correndo pelos níveis do jogo para impedir os planos do Doutor Robotnik de dominar o mundo. O jogo se focava na habilidade de Sonic de correr e pular a altas velocidades com o uso de springs, slopes e loop-the-loops. Sua sequência, Sonic the Hedgehog 2, um jogo de plataforma de 1992, aumentou a variedade e a velocidade da jogabilidade da série e foi o segundo jogo mais vendido do Mega Drive de todos os tempos. O jogo introduziu o parceiro de Sonic, Miles "Tails" Prower, que seguia Sonic pelo jogo, e o movimento "spin dash", que permitia a Sonic ganhar propulsão rapidamente quando parado. A próxima sequência, Sonic the Hedgehog 3, foi lançado em 1994. O jogo introduziu um movimento de defesa temporária, adicionou novos tipos de escudo, e permitia que Tails voasse sendo controlado pelo jogador. O jogo também introduziu um novo personagem, Knuckles the Echidna, que serviu como um antagonista adicional ao lado do Doutor Robotnik. Sonic & Knuckles, lançado em 1994, introduziu Knuckles como um personagem jogável com habilidades de voo planado e escalada de parede. e permitiu aos jogadores conectar Sonic the Hedgehog 3 no topo do cartucho de Sonic and Knuckles. Isso permitia que se jogasse o jogo como ele foi desenvolvido originalmente; os jogos eram para ser um só, mas foram separados por problemas de espaço e tempo.
Sonic 3D Blast, um jogo de plataforma de 2.5D isométrico lançado em 1996 apresenta Sonic correndo em ambientes pseudo-3D enquanto tenta resgatar Flickies do Doutor Robotnik.
Sonic CD, lançado para Mega-CD/Sega CD em 1993, introduz a personagem Amy Rose e possui níveis que se modificam dependendo se o Sonic está no passado, presente ou futuro.
Sonic Chaos, lançado em 1993 para Master System, apresentava Tails como um personagem jogável. A sequência, Sonic Triple Trouble, lançado em 1994 para Game Gear introduz um novo personagem, Nack the Weasel, que, assim como Knuckles e Doutor Robotnik, deseja coletar todas as Esmeraldas do Caos.
Um dos últimos jogos para Game Gear, Sonic Blast, lançado em 1996 possuía sprites pré-renderizados.
Sonic Labyrinth, lançado para Game Gear em 1995, possuía uma visão isométrica e uma jogabilidade com uma exploração mais lenta como consequência do Robotnik ter trocado os sapatos de Sonic por "Speed Down Boots."

#### Spin-off
Muitos jogos do Sonic não são plataforma 42.[carece de fontes?]

##### Spin-off de personagens
Tails recebeu dois spin-offs para Master System. Tails' Skypatrol, lançado em 1995, permitia aos jogadores controlarem um Tails que voava o tempo todo. Tails Adventure, também de 1995, era um jogo de plataforma com elementos de RPG.
Knuckles' Chaotix, lançado em 1995 para Sega 32x, apresenta Knuckles e um novo grupo chamado Chaotix enfrentando Doutor Robotnik. O jogo apresentava um sistema de dois jogadores cooperativos em que os personagens eram conectados por anéis mágicos.

##### Pinball
Sonic the Hedgehog Spinball, lançado em 1993 nos jogos eletrônicos, é um simulador de pinball modelado com base nas zonas Spring Yard e Casino Night dos primeiros dois jogos de Sonic. O jogo, diferente dos simuladores de pinball em geral, tem como objetivo principal coletar todas as esmeraldas do caos em cada nível e derrotar os chefes do nível. Foi um dos poucos jogos a possuir elementos dos desenhos Sonic the Hedgehog and Adventures of Sonic the Hedgehog, apesar das referências serem apenas visuais.

##### Quebra-cabeça
Dr. Robotnik's Mean Bean Machine é um jogo de quebra-cabeça similar a Puyo Puyo que se passa no universo de Adventures of Sonic the Hedgehog.[carece de fontes?]
Sonic Eraser, um jogo de quebra-cabeça lançado exclusivamente para Meganet, que requer o uso do modem do sistema.[carece de fontes?]

##### Corrida
Sonic Drift é um jogo de corrida de kart lançado em 1994. Recebeu uma sequência, Sonic Drift 2, lançada em 1995.
Sonic R, um jogo de corrida a pé foi o primeiro jogo a ser totalmente em 3D, sendo lançado para Sega Saturn em 1997.

## Características comuns

### Rings (Anéis)
São os itens mais comuns nos jogos do Sonic. Esses anéis contêm uma energia chamada Chaos. Eles têm o poder de defender os personagens. Se um personagem for atacado, ele não receberá dano, em compensação, perderá todos os anéis ( ou apenas 10 no caso dos jogos Triple Trouble e Blast). Se um personagem não tiver nenhum anel ele morrerá, perdendo assim o jogo. Eles também têm o poder de desbloquear a super forma dos personagens junto com as Esmeraldas do Caos. As Esmeraldas do Caos junto com 50 anéis podem desbloquear a super forma de um personagem, assim como aconteceu com Sonic, Tails, Knuckles, Mecha Sonic, Shadow, Blaze e Silver. Nos primeiros jogos, eram perdidos todos os rings e, ainda por cima, não era possível recuperar todos os anéis perdidos. Atualmente, são perdidos apenas 25 anéis e é possível recuperá-los. Nos jogos atuais, os anéis também servem para Sonic utilizar a habilidade de "Boost" e melhora um pouco o salto e outras habilidades.
Algumas causas de morte não podem ser prevenidas utilizando os anéis como ser esmagado, cair de um abismo e se afogar.

### Chaos Emeralds (Esmeraldas do Caos)

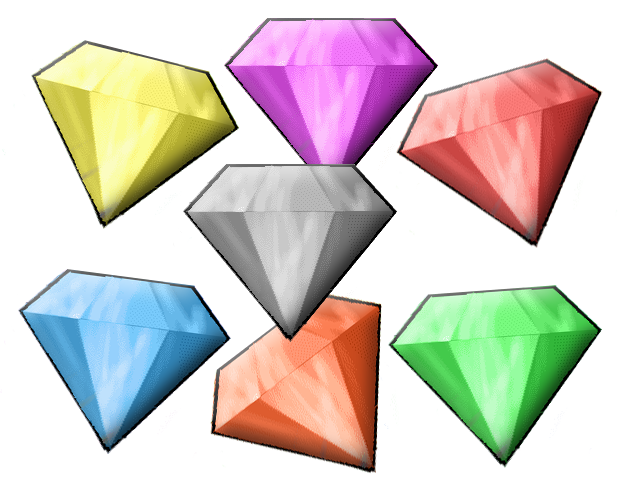
As sete Esmeraldas do Caos

As Esmeraldas do Caos, na história do jogo, são antigos artefatos mágicos com um poder surreal. O poder quando bem manipulado pode lhe dar habilidades inimagináveis, além de servir de fonte de energia para qualquer ser ou máquina. Elas existem desde o primeiro jogo do Sonic. Diferente dos anéis, elas contêm grande valor de Energia Chaos. São no total 7 Esmeraldas, que são neutralizadas pela Esmeralda Mestre, uma Esmeralda verde e grande e que tem um poder infinito. Elas podem transformar-se nas Super Esmeraldas e dar mais poder a quem as possui. Nos primeiros jogos, as Esmeraldas eram colecionadas em fases especiais. Nos jogos atualmente, elas são conseguidas ao passar da história. Elas contêm um valor positivo e negativo. Quando o Sonic usa o poder positivo, ele transforma-se no Super Sonic. Quando usa o poder negativo, ele transforma-se no Dark Sonic.

### Special Stages (Fases Especiais)
Normalmente, Fases Especiais (ou Special Stages) aparecem no jogo como forma de ganhar as Esmeraldas do Caos. Essas fases normalmente ocorrem em ambientes surrealistas e apresentam mecanismos de jogabilidade alternativos comparado com a plataforma padrão dos principais níveis. O primeiro jogo consiste em um labirinto giratório com imagens de peixes e pássaros no fundo, onde o jogador tem que pular para chegar até a esmeralda sem cair nos Goals. Nos demais jogos as fases consistem em coletar um certo número de itens até ganhar a esmeraldas. Em Sonic the Hedgehog 2 o jogador percorre um túnel em 3D coletando anéis e tendo cuidado para não ser acertado pelas bombas no caminho. Em Sonic 3 & Knuckles o jogador percorre um cenário em 3D atravessando orbes azuis as fazendo mudar de cor para vermelho, embora com cuidado para não encostar nas orbes vermelhas. Em Sonic CD o jogador pode correr livremente por um cenário cheio de água (que diminuem o tempo) destruindo OVNIs.

### Super transformação
Desde Sonic the Hedgehog 2, Sonic pode transformar-se em Super Sonic (foi confirmado que esta transformação é uma referência à transformação em Super Sayajin ocorrida no anime Dragon Ball Z).